# Podastrana
Podastrana – wieś w Chorwacji, w żupanii licko-seńskiej, w mieście Gospić. W 2011 roku liczyła 51 mieszkańców.